# Олимп (футбольный клуб, Ейск)
«Олимп» — российский футбольный клуб из города Ейска Краснодарского края. Выступал на стадионе «Центральный» (бывший «Полиграфмаш»).

## История
Городская футбольная команда образовалась в 1979 году и до 1992 года носила название «Старт». Играла в чемпионатах края, а в 1990 году вышла во вторую лигу СССР, заняв в четвёртой зоне 10-е место. В 1991 году в первенстве России «Старт» вновь стал 10-м, в 1992 занял 13 место во 2 зоне второй лиги. Затем клуб с участия во второй лиге снялся по финансовым причинам, возродившись только в 2000 году под названием «Приазовье».
В 2001 году команда заняла 1-е место в первой лиге края и вышла в Высшую лигу, завоевав в ней 6 место. В 2004 году заняла третье место в первой лиге Кубани. В 2007 году стала 2-й в первой лиге Краснодарского края.
В сезоне 2008 футбольный клуб «Приазовье» дебютировал в Высшей лиге чемпионата Краснодарского края.
В 2012 году получил новое название «Олимп». В 2013 году в Первой лиге Краснодарского края занял 4-е место.

## Рекорды

### В первенствах СССР
- Победа 4:0 над ФК «Локомотив», Минеральные Воды (1990);
- Победа 4:0 над ФК «Точмаш», Люберцы (1991);
- Поражение 0:3 от ФК «Торпедо», Таганрог (1991).

### В первенствах России
- Победа 7:2 над ФК «Арсенал», Тула (1992);
- Победа 7:2 над ФК «Текстильщик», Камышин (1992);
- Поражение 1:6 от ФК «Авангард», Курск (1992).